# Mike Evans (giocatore di football americano)
Michael Lynn Evans (Galveston, 21 agosto 1993) è un giocatore di football americano statunitense che gioca nel ruolo di wide receiver per i Tampa Bay Buccaneers della National Football League (NFL). Fu scelto come settimo assoluto nel Draft NFL 2014. Al college ha giocato a football alla Texas A&M University.

## Carriera universitaria
Dopo aver passato il primo anno nel college football come redshirt nel 2011 (si poteva cioè allenare con la squadra ma non scendere in campo), Evans totalizzò 82 ricezioni per 1.105 yard e 5 touchdown nel 2012, venendo inserito inserito nella formazione ideale nella Southeastern Conference.
Nella gara contro Alabama della stagione 2013, Evans ricevette dal quarterback Johnny Manziel 7 passaggi per un record scolastico di 279 yard, venendo premiato come miglior giocatore della settimana. Nella gara contro Auburn del 2013, superò il suo stesso primato terminando con 11 ricezioni per 287 yard e 4 touchdown. A fine anno fu premiato unanimemente come All-American.
Vittorie e riconoscimenti
- First-team All-American (2013)

## Carriera professionistica

### Tampa Bay Buccaneers
Evans il 2 gennaio 2014 annunciò l'intenzione di saltare l'ultimo anno di college per rendersi eleggibile nel Draft 2014, dove era classificato come uno dei migliori wide receiver, venendo pronosticato a gennaio 2014 come decima scelta assoluta da NFL.com. L'8 maggio fu scelto come settimo assoluto dai Tampa Bay Buccaneers. Partito come titolare nella prima partita in carriera, una sconfitta contro i Carolina Panthers, ricevette 5 passaggi per 37 yard dal quarterback Josh McCown. Segnò il primo touchdown nella vittoria della settimana 4 contro i Pittsburgh Steelers, venendo però costretto ad uscire nel secondo tempo per un infortunio all'inguine, saltando la gara della settimana successiva. Nella settimana 9 contro i Browns giocò fino a quel momento la sua miglior prestazione guidando i suoi con 7 ricezioni per 124 yard e 2 touchdown. Cifre quasi identiche ottenne sette giorni dopo i Falcons in cui terminò con 7 ricezioni per 124 yard e il suo quinto touchdown.

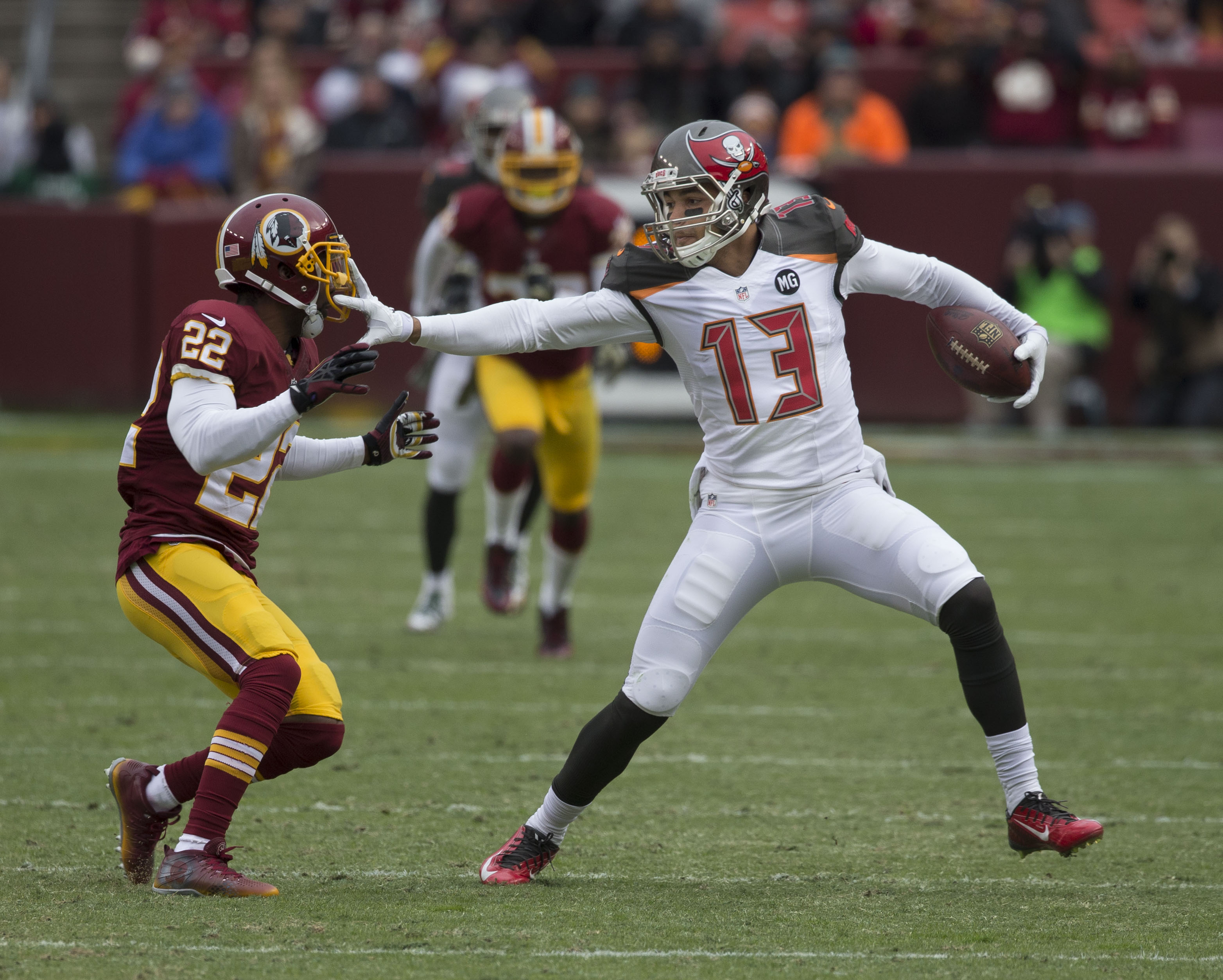
Evans nella sua gara da record contro i Redskins il 15 novembre 2014.

Nella settimana 11 in casa dei Redskins, Evans trascinò i Bucs alla loro seconda vittoria stagionale ricevendo 7 passaggi per 209 yard e 2 touchdown. Divenne così il primo ricevitore rookie da Randy Moss nel 1998 a giocare tre gare consecutive da almeno cento yard ricevute segnando almeno un touchdown. Inoltre, fu il più giovane giocatore della storia a ricevere 200 o più yard in una partita. Per questa prova fu premiato come miglior giocatore offensivo della NFC della settimana. Per il quarto turno consecutivo andò a segno contro i Bears, ma questa volta i Bucs furono sconfitti in trasferta. Dopo una gara all'asciutto, tornò a segnare due touchdown nella sconfitta esterna coi Lions, arrivando a quota dieci in stagione. Nell'ultima partita stabilì un nuovo record di franchigia con la sua dodicesima marcatura su ricezione, che fu anche il massimo stagionale, assieme a Odell Beckham, tra i giocatori al primo anno. La sua stagione si chiuse con 73 ricezioni (terzo tra i rookie) per 1.051 yard (secondo), venendo inserito nella formazione ideale dei rookie dalla Pro Football Writers Association. Fu inoltre votato al 75º posto nella NFL Top 100, la classifica dei migliori cento giocatori della stagione
Nella settimana 13 della stagione 2015, Evans ricevette dal nuovo quarterback Jameis Winston un touchdown da 6 yard con un minuto e 39 secondi sul cronomentro, dando ai Buccaneers la vittoria per 23-19 sugli Atlanta Falcons. La sua annata si chiuse guidando la squadra con 1.206 yard ricevute, segnando 3 touchdown.
Nel 2016, Evans fu convocato per il primo Pro Bowl in carriera e inserito nel Second-team All-Pro dopo essersi classificato al quarto posto della NFL con 1.321 yard ricevute e al secondo con 12 touchdown su ricezione.
Nel primo turno della stagione 2018 Evans ricevette 147 yard e un touchdown dal quarterback di riserva Ryan Fitzpatrick nella vittoria interna sui New Orleans Saints. La sua quinta annata si chiuse con 86 ricezioni per un nuovo primato personale di 1.524 yard e 9 touchdown totali, venendo convocato per il Pro Bowl al posto dell'infortunato Julio Jones e diventando così il primo wide receiver della storia dei Bucs a ricevere più di una selezione per l'evento in carriera.
Nel terzo turno della stagione 2019 Evans ricevette 190 yard e 3 touchdown ma i Bucs furono battuti sul filo di lana dai Giants. Nell'ottavo turno divenne il primatista di tutti i tempi della franchigia per ricezioni in carriera, superando James Wilder e chiudendo con 198 yard ricevute e 2 touchdown. Nel dodicesimo turno, con 50 yar ricevute con la vittoria sui Falcons divenne il secondo giocatore della storia dopo Randy Moss a ricevere 1.000 yard in ognuna delle sue prime sei stagioni. Due settimane dopo fu costretto ad uscire per un problema al tendine del ginocchio destro, non facendo più ritorno in campo e chiudendo la sua stagione con tre turni di anticipo. A fine anno fu convocato per il suo terzo Pro Bowl dopo avere ricevuto 67 passaggi per 1.157 yard e 8 touchdown.
Nel 2020 Evans ebbe un nuovo quarterback titolare, il veterano Tom Brady. Nell'ultimo turno superò il record di Randy Moss con la settima stagione consecutiva da mille yard ricevute da inizio carriera. La sua annata si chiuse al quarto posto della NFL con 13 touchdown su ricezione. Nel divisional round dei playoff segnò un touchdown da 3 yard nell'unica ricezione della partita vinta in trasferta contro i Saints. Andò a segno anche la settimana successiva nella finale della NFC vinta contro i Green Bay Packers numero 1 del tabellone che qualificò i Buccaneers al Super Bowl LV. Il 7 febbraio 2021, contro i Kansas City Chiefs campioni in carica, Evans ricevette un passaggio da 31 yard nella vittoria per 31-9, conquistando il suo primo titolo.
Nel 2021 Evans si classificò secondo nella NFL con un nuovo primato personale di 14 touchdown su ricezione, venendo convocato per il suo quarto Pro Bowl al posto di Cooper Kupp impegnato nel Super Bowl LVI.
Nel secondo turno della stagione 2022, Evans fu espulso per una rissa con Marshon Lattimore dei New Orleans Saints. Due settimane dopo ricevette 103 yard e 2 touchdown, non sufficienti però a battere i Chiefs. Nel penultimo turno guidò i Buccaneers alla vittoria del titolo di division battendo i Panthers con la miglior prova stagionale, in cui ricevette 207 yard e segnò 3 touchdown. In quella partita superò per la nona volta consecutiva le mille yard ricevute, pareggiando la seconda striscia di tutti i tempi di Tim Brown e dietro solo alle 11 di Jerry Rice. Per questa prestazione fu premiato come miglior giocatore offensivo della NFC della settimana.
Nel secondo turno della stagione 2023 Evans ricevette 171 yard e un touchdown dal nuovo quarterback Baker Mayfield nella vittoria sui Chicago Bears. Nella settimana 10 con 143 yard ricevute (oltre a un touchdown) superò quota 10.000 in carriera. Nel tredicesimo turno con 162 yard ricevute superò quota mille stagionali, portando il suo record a dieci stagioni su dieci in carriera. Nella settimana 16 segnò due touchdown nella vittoria sui Jaguars. A fine stagione fu convocato per il suo quinto Pro Bowl e inserito nel Second-team All-Pro dopo avere guidato la NFL con 13 touchdown su ricezione, mentre fu nono con 1.255 yard ricevute.
Il 4 marzo 2024 Evans firmò con i Buccaneers un rinnovo contrattuale biennale del valore di 52 milioni di dollari, inclusi 35 milioni garantiti. Nel quarto turno superò Martin Gramatica diventando il leader di tutti i tempi della franchigia per punti segnati in carriera. Quattro giorni dopo segnò due touchdown nella sconfitta ai tempi supplementari contro i Falcons. Nel Monday Night Football della settimana 7 segnó il suo 100º touchdown su ricezione in carriera, il terzo giocatore della storia a riuscirvi prima dei 32 anni di età, dopo Jerry Rice e Randy Moss. In quella partita, tuttavia, subì un infortunio al tendine del ginocchio che gli fece saltare le tre gare successive, tutte perse dai Bucs. Tornò in campo nella settimana 12 ricevendo 5 passaggi per 68 yard nella vittoria per 30-7 sui Giants. Nella gara del quindicesimo turno, la vittoria 40-17 contro i Los Angeles Chargers, Evans fece registrare nove ricezioni per 159 yard e due touchdown, venendo premiato come running back della settimana, riconoscimento da quell'anno allargato a tutti i giocatori dell'attacco. Nel penultimo turno ricevette 97 yard e segnó due touchdown nella vittoria per 48-14 sui Panthers. Sette giorni dopo, nell'ultimo snap della stagione regolare, superó le mille yard ricevute per l'undicesimo anno consecutivo, pareggiando il record assoluto di Jerry Rice. A fine anno fu convocato per il suo sesto Pro Bowl al posto dell'infortunato Amon-Ra St. Brown.

## Palmarès

### Franchigia
- Super Bowl : 1

Tampa Bay Buccaneers: LV
- National Football Conference Championship: 1

Tampa Bay Buccaneers: 2020

### Individuale
- Convocazioni al Pro Bowl: 6

2016, 2018, 2019, 2021, 2023, 2024
- Second-team All-Pro: 2

2016, 2023
- Giocatore offensivo della NFC della settimana: 2

11ª del 2014, 17ª del 2022
- Leader della NFL in touchdown su ricezione: 1

2023
- Running back della settimana: 1

15ª del 2024
- PFWA All-Rookie Team - 2014
- Club delle 10.000 yard ricevute in carriera